# Hemerophanes enos
Hemerophanes enos is een vlinder uit de familie spinneruilen (Erebidae), onderfamilie donsvlinders (Lymantriinae). De wetenschappelijke naam van deze soort is voor het eerst geldig gepubliceerd in 1896 door Druce.
De soort komt voor in tropisch Afrika.